# Consensus Helveticus
Der Consensus Helveticus ist eine 1674 verfasste Verurteilung der abgemilderten Prädestinationslehre von Moyse Amyraut. Der Consensus stand im Geist der Dordrechter Synode von 1618/19 und fasste die calvinistischen Überzeugungen zusammen.
Die 26 Artikel des Textes gehen auf den Zürcher Professor Johann Heinrich Heidegger und die Theologen François Turrettini, Hans Caspar Waser und Lukas Gernler zurück. Das Dokument wurde 1675 und 1676 in der reformierten Schweiz für allgemein verbindlich erklärt, stieß aber im Kurfürstentum Brandenburg und in England auf Widerspruch und geriet zu Beginn des 18. Jahrhunderts in Vergessenheit.
Der Widerstand gegen die Einführung des Consensus Helveticus in der Waadt führte 1723 indirekt zu der erfolglosen Revolte von Major Davel gegen die Berner Herrschaft.
In der Zürcher Kirche wurden nach der Amtszeit von Antistes Johann Ludwig Nüscheler (1737) keine Geistlichen mehr auf den Consensus verpflichtet. Die Geistlichen bewegten sich nicht mehr nur in der calvinistischen Orthodoxie, sondern waren auch vom Pietismus (Johann Caspar Lavater) und der Aufklärung geprägt. Damit hatte die dogmatische Pluralisierung innerhalb der Landeskirche offiziell begonnen.